# Etaux
Etaux – miejscowość i gmina we Francji, w regionie Owernia-Rodan-Alpy, w departamencie Górna Sabaudia.
Według danych na rok 1990 gminę zamieszkiwało 878 osób, a gęstość zaludnienia wynosiła 64 osoby/km² (wśród 2880 gmin regionu Rodan-Alpy Etaux plasuje się na 850. miejscu pod względem liczby ludności, natomiast pod względem powierzchni na miejscu 860.).